# Municipalità locale di Witzenberg
Witzenberg è una municipalità locale (in inglese Witzenberg Local Municipality) appartenente alla municipalità distrettuale di Cape Winelands  della  Provincia del Capo Occidentale in Sudafrica. 
In base al censimento del 2001 la sua popolazione è di 83.567 abitanti.
La sede amministrativa e legislativa è la città di Ceres e il suo territorio si estende su una superficie di 2.851 km² ed è suddiviso in 11 circoscrizioni elettorali (wards). Il suo codice di distretto è WC022.

## Geografia fisica

### Confini
La municipalità locale di Witzenberg confina a nord e a ovest con quella di Cederberg (West Coast e con il District Management Areas WCDMA01, a est con il District Management Areas WCDMA02, a est e a sud con quella di Breede Valley, e a ovest con quelle di Bergrivier (West Coast) e Drakenstein.

### Città e comuni
- Bella Vista
- Bokfontein
- Ceres
- eNduli
- La Plaisante
- Meulstroom
- Op-die-Berg
- Paerde Kraal Bosreservaat
- Prince Alfred Hamlet
- Romansrivier
- Skoonvlei
- Steinthal
- Tulbagh
- Wolseley

### Fiumi
- Brandkraal
- Leeu

### Dighe
- Ben Etive Dam
- Ceres Dam
- Eselfontein Dam
- Lushof Dam
- Moddervlei Dam
- Ottergat Dam
- Paardekloof-Wit Dam
- Prince Alfred Bordeaux Dam
- Solomons Temple Dam
- Slanggat Dam
- Waterval Dam